# It Must Have Been Love
It Must Have Been Love är en ballad av Per Gessle och inspelad av den svenska popduon Roxette och utgiven 1987 inför julhelgen. Sången är i originalversion en julsång. It Must Have Been Love är en av Roxettes största hitlåtar, och låg i en förändrad version bland annat på första plats på Billboardlistan i USA 1990.

## Julsingeln
I det två år långa glappet mellan Pearls of Passion och Look Sharp! släpptes remixalbumet Dance Passion, och därefter julsingeln It Must Have Been Love (Christmas for the Broken Hearted), släpptes den 23 november 1987. Singeln blev Roxettes näst största hit efter Neverending Love. It Must Have Been Love (Christmas For the Broken Hearted) gick den 5 december 1987 in på Trackslistan i Sverige, där den sedan låg i sju veckor fram till den 13 februari 1988, med tredjeplats som främsta placering, och sålde 18 000 singlar fram till jul och passerade guldgränsen 25 000 exemplar i januari 1988.

## Medverkande
- Marie Fredriksson och Per Gessle: sång
- Clarence Öfwerman: Synclavier, Keyboards och programmering
- Pelle Alsing: trummor
- Jonas Isacsson: gitarr

Singeln spelades in i Stockholm maj, juni och augusti 1987, och en ny mix av Grammy-vinnaren Humberto Gatica i Los Angeles 1990.

## Filmmusiken
Under bandets turné sommaren 1989 fick Roxette en förfrågan från filmbolaget i Los Angeles om att skriva en sång till en kommande film, Pretty Woman. Då filmen inte ansågs vara någon storsatsning skickade Gessle över den gamla It Must Have Been Love och efter lite förhandlingar ändrades de delar av texten som hade med julen att göra, vilka istället fick ett allmänt vintertema. Den 2 augusti 1989 sjöng Marie Fredriksson in den nya texten till låten som även mixades om i Stockholm.
Filmens handling skrevs även om en del och sången fick en central roll i en scen. Soundtracket till Pretty Woman såldes i 9 miljoner exemplar och singeln It Must Have Been Love, som släpptes med den nya texten 26 mars 1990, blev en internationell hit. Den 13 juni 1990 gick sången upp på första plats på hitlistan Billboard Hot 100. Roxette hade nu haft tre ettor i USA på drygt ett år.

## Låtlista 1987
1. "It Must Have Been Love (Christmas For The Broken Hearted) "
2. "Turn to Me"

## Låtlista 1990
1. "It Must Have Been Love"
2. "Paint"
3. "Cry [Live, Himmelstalundshallen, 16 december 1988]"

## No sé si es amor
På albumet Baladas En Español från 1996 sjunger Roxette sången i spanskspråkig version, då heter den "No sé si es amor" ("Jag vet inte om det är kärlek"), som nådde nummer #6 i Spanien.

## Akustisk version
Den brittiska popduon Journey South spelade in en akustisk version av "It Must Have Been Love" på sitt album Journey South från 2006.

## När kärleken föds
Shirley Clamp spelade 2006 in en svenskspråkig coverversion av It Must Have Been Love. Då hette sången När kärleken föds, med text på svenska av Ingela "Pling" Forsman, och ungefär samma handling, dock helt utan ord som påminner om julen eller några andra årstider eller högtider/storhelger. Den släpptes på singel den 26 april 2006, och nådde som högst sjätteplatsen på den svenska singellistan. Den 11 juni 2006 gick När kärleken föds in på åttonde plats på Svensktoppen. Hennes version stannade på Svensktoppen i tre veckor, med placeringarna 8-9-10. Hon spelade också in låten på coveralbumet Favoriter på svenska samma år.
Med denna text sjöngs låten även in av Wahlströms 2010 på albumet Vårt älskade 80-tal.

### Låtlista: "När kärleken föds", singel av Shirley Clamp
1. När kärleken föds - 5:08
2. Öppna din dörr - 4:12

## Andra coverversioner
Bland andra artister som spelat in "It Must Have Been Love" finns Polly Esther, Digital Bitch, The Chipmunks och Sanne Salomonsen. I Dansbandskampen 2008 framfördes låten av Scotts (med text på engelska). Den togs även med på Scotts album På vårt sätt 2008. Titanix framförde låten i Dansbandskampen 2009.

## Övrigt
- 2005 hade sången spelats 4 miljoner[14] gånger på radiostationerna runtom i USA, och det kan jämföras med att sången spelats nonstop i motsvarande 35 år.
- 2014 mottog Per Gessle pris av BMI för att den spelats 5 miljoner[15] gånger i USA (alltså 1 miljon spelningar mellan 2005 och 2014).

## Listplaceringar
| Lista (1987-1988, 1990) | Position |
| ----------------------- | -------- |
| Australien              | 1        |
| Nederländerna           | 2        |
| Norge                   | 1        |
| Nya Zeeland             | 2        |
| Schweiz                 | 1        |
| Sverige                 | 4        |
| Österrike               | 3        |

### Fotnoter
1. 1 2   ”Roxette”. Arkiverad från originalet den 24 augusti 2011. https://web.archive.org/web/20110824031633/http://www.roxette.se/discography.php. Läst 22 maj 2011.
2. ↑  ”Svensk mediedatabas”. http://smdb.kb.se/catalog/id/001485807. Läst 14 juni 2011.
3. ↑  ”Svensk mediedatabas”. http://smdb.kb.se/catalog/id/001488946. Läst 14 juni 2011.
4. ↑  Lindström, Sven (2013). ”Roxette, 1987”. Roxette: Den osannolika resan tur och retur. Norstedts. sid. 12
5. ↑  Lindström, Sven (10 mars 2024). Att vara Per Gessle. sid. 106
6. ↑  Roxette-Don't Bore Us Get to the Chorus CD häfte. Singel omslag information.
7. ↑  ”songwritingmagazine/interviews/it-must-have-been-love-roxette”. https://www.songwritingmagazine.co.uk/interviews/it-must-have-been-love-roxette. Läst 28 januari 2025.
8. ↑  Lindström, Sven (2007). 10 mars 2024. sid. 131
9. ↑  Lindström, Sven (10 mars 2024). Att vara Per Gessle. sid. 139
10. ↑  Swedishcharts - När kärleken föds (It Must Have Been Love) på den svenska singellistan
11. ↑  ”Svensk mediedatabas”. http://smdb.kb.se/catalog/id/002032975. Läst 10 maj 2011.
12. ↑  ”Svensk mediedatabas”. http://smdb.kb.se/catalog/id/002650562. Läst 10 maj 2011.
13. ↑  Information i Svensk mediedatabas.
14. ↑  ”BMI.com”. 28 november 2005. http://www.bmi.com/news/entry/534322. Läst 18 november 2016.
15. ↑  ”BMI.com”. 13 oktober 2014. http://www.bmi.com/news/entry/sir_tim_rice_and_top_songwriters_honored_at_2014_bmi_london_awards. Läst 18 november 2016.
16. ↑  ”Listplacering”. http://australian-charts.com/showitem.asp?interpret=Roxette&titel=It+Must+Have+Been+Love&cat=s. Läst 22 maj 2011.
17. ↑  ”Listplacering”. http://dutchcharts.nl/showitem.asp?interpret=Roxette&titel=It+Must+Have+Been+Love&cat=s. Läst 22 maj 2011.
18. ↑  ”Listplacering”. http://norwegiancharts.com/showitem.asp?interpret=Roxette&titel=It+Must+Have+Been+Love&cat=s. Läst 22 maj 2011.
19. ↑  ”Listplacering”. Arkiverad från originalet den 5 november 2012. https://web.archive.org/web/20121105210941/http://charts.org.nz/showitem.asp?interpret=Roxette&titel=It+Must+Have+Been+Love&cat=s. Läst 22 maj 2011.
20. ↑  ”Listplacering”. http://hitparade.ch/showitem.asp?interpret=Roxette&titel=It+Must+Have+Been+Love&cat=s. Läst 22 maj 2011.
21. ↑  ”Listplacering”. http://swedishcharts.com/showitem.asp?interpret=Roxette&titel=It+Must+Have+Been+Love&cat=s. Läst 22 maj 2011.
22. ↑  ”Listplacering”. http://austriancharts.at/showitem.asp?interpret=Roxette&titel=It+Must+Have+Been+Love&cat=s. Läst 22 maj 2011.